# Petre Hârtopeanu

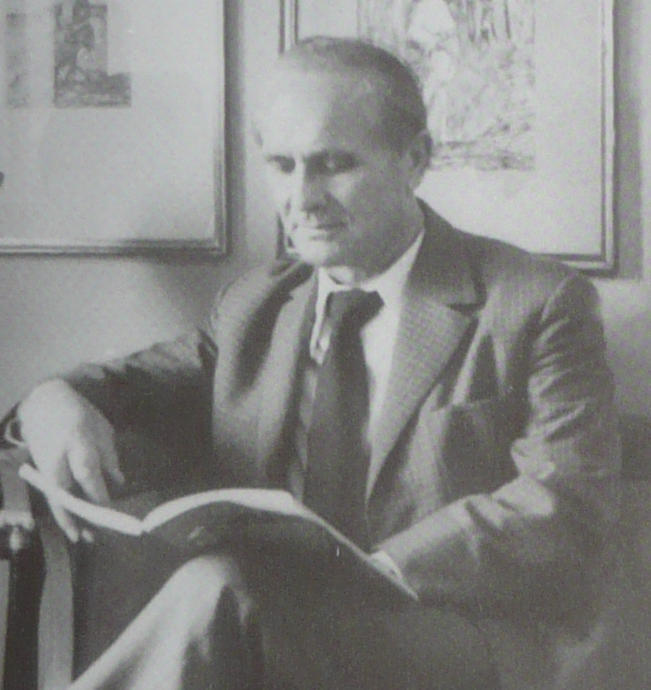
Petre Hârtopeanu

Petre Hârtopeanu (* 15. Juni 1913 in Dângeni, Kreis Botoșani, Rumänien; † 22. März 2001 Frankfurt am Main) war ein rumänisch-deutscher Maler und Kunstprofessor.

## Leben und Werk
Seinen Lebensmittelpunkt hatte er Hârtopeanu Rumänien in Iași, einer Universitätsstadt in der nordöstlichen Region Moldau. Er studierte dort bei Nicolae Tonitza an der Academia de Arte Frumoase (1937). Später war er Professor und Dekan an dieser Kunstakademie. Nach der Auswanderung 1970 aus Rumänien lebte er in Frankfurt am Main. Petre Hârtopeanu war mit der Ärztin Frida Klamer verheiratet und hatte zwei Töchter.
Ab 1975 war er Mitglied im Bund für Freie und Angewandte Kunst e.V. in Darmstadt, der seit Jahrzehnten einen festen Platz im Darmstädter Kunstleben besitzt. Ab 1950 fanden zahlreiche Ausstellungen im In- und Ausland statt.
Seine Gemälde sind Ausdruck seiner intensiven Suche nach der idealen Wirkung einer bestimmten Komposition. Die Malerei der Natur- oder Kulturlandschaften war leicht und luftig, bestimmt von den Spielen des Lichts auf der Natur. Die Farben fließen ineinander. Seine Stillleben wirken durch ein geschicktes Arrangement, durch koloristische Reize und feine Beleuchtung. Die Symbole in seinen Stillleben sind sehr oft Blumen, die Verherrlichung Gottes in seinen Werken. Pflanzen, oft Baumalleen repräsentieren die vier Jahreszeiten und symbolisieren den Jahresablauf.

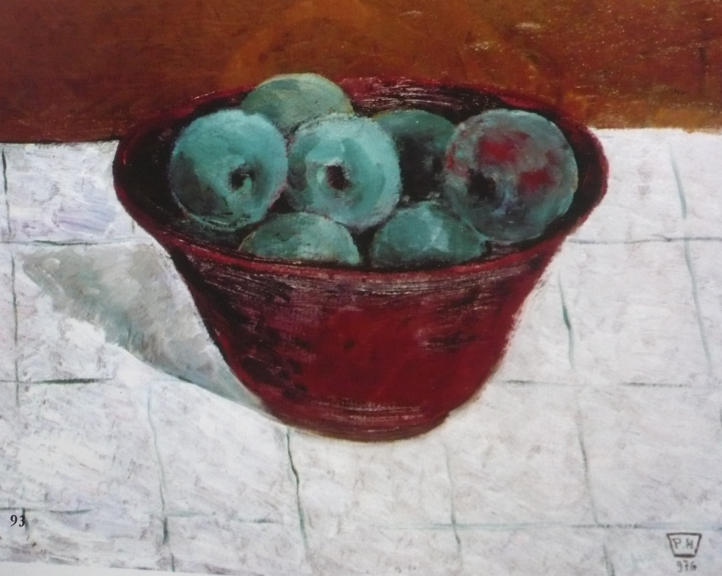
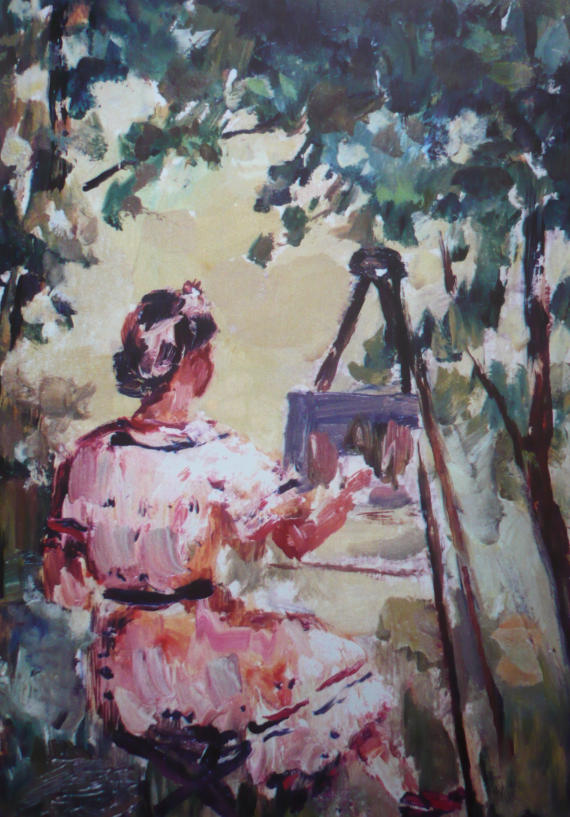
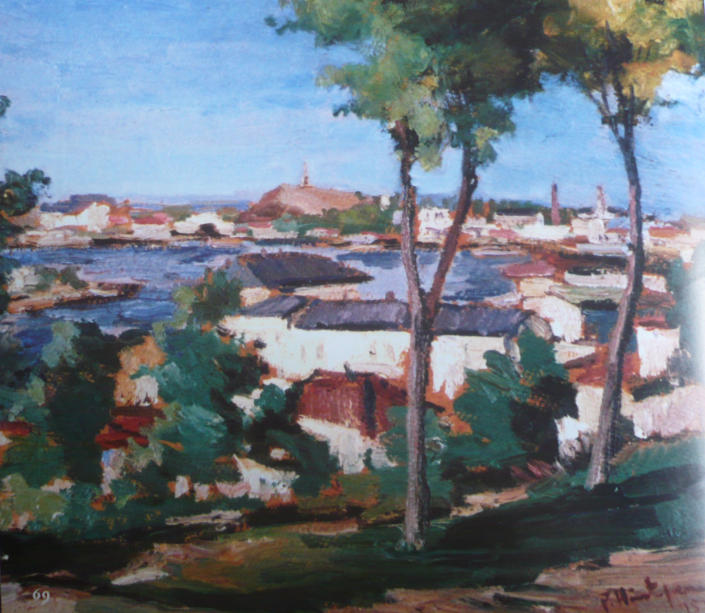
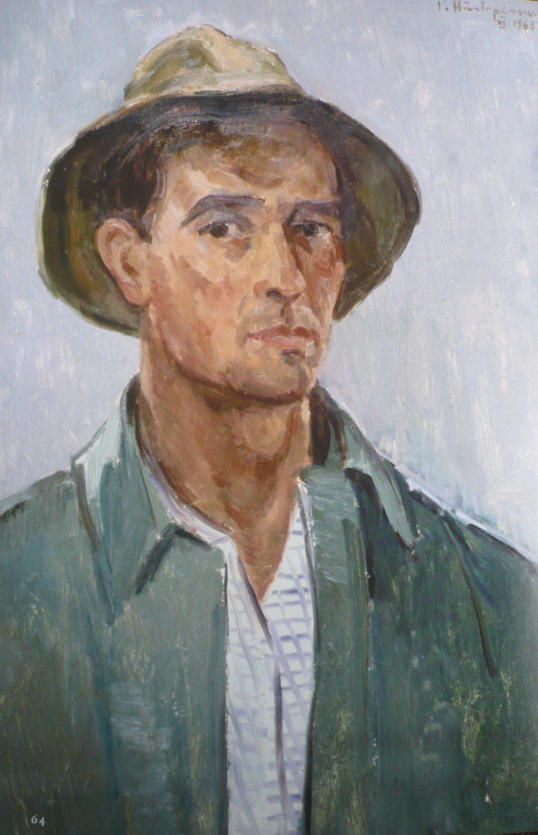

## Museum, internationale Sammlungen
Seine Werke sind in mehreren Museen weltweit zu finden. So auch in
- Muzeul de Artă,[1] Iași, Rumänien
- Kunst Archiv Darmstadt
- und in Belgien, Kanada und Bulgarien